# Мирна війна
«Мирна війна», або «Війна — Миру» (англ. «The Peace War») — науково-фантастичний роман американського письменника Вернора Вінжі про авторитаризм і технічний прогрес. Вперше він був опублікований як серіал у часописі«Аналог: наукова фантастика та факти» 1984 року, а невдовзі після цього — у формі книги. Він був номінований на премію Г’юго за найкращий роман у 1985 році. Продовження — роман «Покинуті в реальному часі» (англ. «Marooned in Realtime») було опубліковано 1986 року. Два романи та пов’язану з ними проміжну повість «Некеровані» (англ. «The Ungoverned»), видано під однією обкладинкою у збірці «Крізь реальний час» (англ. «Across Realtime»).

## Сюжет
Події розгортаються 2048 року, за 51 рік після того, як вчені Ліверморської національної лабораторії імені Лоуренса розробили силове поле, який вони назвали бобблер. Цей пузир створює ідеально сферичний, відбиваючий, непроникний і стійкий щит навколо або крізь будь-що.
Бюрократія, яка керує Лабораторією, вирішила використати бобблер як зброю. Оголошуючи себе «органом миру», вони закривають світову зброю та військові бази, а іноді й цілі міста чи уряди. Розпочалася коротка війна, яка швидко закінчилася, оскільки військові були відрізані від командування, зброї та один одного. Передбачається, що люди всередині кульок гинуть через нестачу повітря і сонячного світла. У цьому новому світі уряди слабкі там, де це взагалі дозволено; Орган миру є справжнім носієм влади і стає всесвітнім урядом. Намагаючись зберегти свою монополію на технологію створення пузирів, Управління миру робить технічний прогрес незаконним і повертає планету на рівень, схожий на 19 століття.
Історія починається з того, як екіпаж військового космічного літака виходить зі свого бобблера, і його підбирає група Лудильщиків . Лудильщики — це повстанська група, яка продовжувала таємно розвивати технології до рівня, що значно перевищує те, що дозволяє Адміністрація. Їхня поява розкриває два раніше невідомі факти про кульки; один полягає в тому, що вони не є силовим полем, а поле стазису, всередині якого час зупиняється, а другий полягає в тому, що вони не тривають вічно, але врешті-решт «вискакують» у певний момент залежно від їх початковий розмір. Бобблер навколо космічного літака лопнув, тому що він був маленьким, той, що покриває всю Базу ВПС Едвардс, ймовірно, прослужить набагато довше.
Один із перших винахідників бобблера організувати групу Лудильщиків. Він розробляє більш досконалу версію бобблера, який може робити бобблери будь-якого розміру, на відміну від оригіналу від Управління миру, який принаймні розміром з будинок і потребує величезної кількості енергії для роботи.. Використовуючи свій новий пристрій, вони дізналися, що один не може утворити мішок навколо іншого. Це забезпечує захист; можна носити невеликий пузир (наприклад, у кишені), що унеможливлює для миротворчої служби цю людину. За допомогою юного злодія та генія математики вони очолюють повстання, щоб спробувати підірвати генератори енергії Управління миру та таким чином нейтралізувати його головну зброю.

## Зовнішні посилання
- Мирна війна в Internet Speculative Fiction Database (англ.)
- Мирна війна на Worlds Without End